# Trick (Koda Kumi)
| Recensione | Giudizio |
| ---------- | -------- |
| All Music  |          |

Trick è il settimo album in studio della cantante giapponese Koda Kumi, pubblicato il 29 gennaio 2009.

## Descrizione
L'album contiene dieci canzoni inedite più quelle provenienti dai due singoli pubblicati: Moon Crying, That Ain't Cool, Taboo e Stay with Me.
Il primo DVD contiene i Music Video di Moon Crying, That Ain't Cool, Taboo, Stay with Me, Show Girl e Just The Way You Are. Il secondo DVD contiene uno spezzone del concerto "Dirty Ballroom: One Night Show", registrato il 23 ottobre 2008.

## Tracce

### CD
1. Introduction for Trick – 1:17 (Daisuke "D.I" Imai)
2. Taboo – 3:50 (Kumi Koda, Hiro)
3. Show Girl – 4:03 (Kumi Koda, Kaoru Kami, Tomokazu Matsuzawa)
4. Your Love – 4:09 (Kumi Koda, Hiro)
5. Stay With Me – 4:53 (Kumi Koda, Kazuto Narumi, Daisuke Kahara, Yasuaki Maejima)
6. This Is Not a Love Song – 3:25 (Kumi Koda, Steve Lee, Pete "Boxsta" Martin)
7. Driving – 4:20 (Kumi Koda, Tomokazu Matsuzawa)
8. Bling Bling Bling (feat. AK-69) – 3:53 (Kumi Koda, Alex Geringas, Adrian Newman)
9. That Ain’t Cool (feat. Fergie) – 3:30 (Kumi Koda, Stacy Ferguson, Keith Harris)
10. Hurry Up! – 4:01 (Kumi Koda, Ryuichiro Yamaki, tasuku)
11. Moon Crying – 5:43 (Kumi Koda, Miwa Furuse, h-wonder, Jun Abe, Udai Shika)
12. Just The Way You Are – 3:42 (Kumi Koda, Greg Critchley, Matthew Gerrard)
13. Joyful – 5:02 (Kumi Koda, Miki Watanabe, h-wonder)
14. 愛のことば (Ai no Kotoba) – 3:53 (Kumi Koda, Kosuke Morimoto, Masaki Iehara)
15. Venus (bonus track del CD+2DVD in edizione limitata) – 3:26

### DVD
DVD 1Videoclip
1. Show Girl
2. Just the Way You Are
3. Moon Crying
4. That Ain't Cool (Album version)
5. Taboo
6. Stay with Me

Tracce nascoste "Making Of" (cliccando sull'occhio sinistro di Koda)
1. Show Girl
2. Just the Way You Are
3. Moon Crying
4. That Ain't Cool (Album version)
5. Taboo
6. Stay with Me

DVD 2Kumi Koda Special Live "Dirty Ballroom" ~One Night Show~
1. Cherry Girl (Space Cowboy Remix)
2. D.D.D. (feat. Soulhead)
3. Shake It Up (Kazz Caribbean Remix)
4. Always
5. Come Back
6. Butterfly
7. Bounce
8. But
9. Teaser (feat. Clench & Blistah)
10. Hot Stuff (feat. KM-Markit)
11. 甘い罠 (Amai Wana)
12. 華 (Hana)
13. Candy (Mad Reggaeton Remix) (feat. Mr. Blistah)
14. Selfish ~ The Meaning of Peace
15. Wind (Portable Wind Mix)

Encore
1. Taboo
2. Take Back (Sunset In Ibiza Remix)
3. 空 (Sora) (Yukihiro Fukutomi Remix)

Traccia nascosta "Making Of" (cliccando in un menù nascosto)
1. -Koda Kumi Special Live "Dirty Ballroom" ~One Night Show~-

## Classifiche
| Classifica                     | Posizione raggiunta |
| ------------------------------ | ------------------- |
| Giappone (Oricon Daily Chart)  | 1                   |
| Giappone (Oricon Weekly Chart) | 1                   |
| World Albums Top 40            | 2                   |

## Date di Pubblicazione
| Nazione  | Data            | Formato                     | Etichetta   |
| -------- | --------------- | --------------------------- | ----------- |
| Giappone | 25 gennaio 2009 | CD, CD+2DVD Regular Edition | Rhythm Zone |
| Giappone | 28 gennaio 2009 | CD, CD+2DVD Limited Edition | Rhythm Zone |